# Рупп, Лейла
Лейла Дж. Рупп (англ. Leila J. Rupp, род. 13 февраля 1950) — историк, феминистка и профессор феминистских исследований Калифорнийского университета в Санта-Барбаре. 
Она окончила колледж Брин-Мор, состоящий в ассоциации женских колледжей «Семь сестёр», где получила степень бакалавра в 1972 году, а затем доктора философии в 1976 году, — обе степени по истории. В сферу интересов Рупп входят женские движения, сексуальность, ЛГБТ и женская история.
С 1996 по 2004 год она была редактором Journal of Women’s History.
Рупп является открытой лесбиянкой, в соавторстве со своей партнершей Вертой Тейлор написала нескольких работ.

## Публикации
- Leila J. Rupp: Transnational Women's Movements, European History Online[англ.], Mainz: Institute of European History[англ.], 2011, retrieved: June 22, 2011.
- Leila J. Rupp, Sapphistries: A Global History of Love Between Women (New York: New York University Press, 2009).
- Leila J. Rupp and Verta Taylor, Drag Queens at the 801 Cabaret (Chicago: University of Chicago Press, 2003). xiii, 256 p. : ill. ; 24 cm. ISBN 978-0-226-73158-2
- Leila J. Rupp, A Desired Past: A Short History of Same-Sex Love in America (Chicago: University of Chicago Press, 1999, paperback 2002).
- Vytou_ená minulost [Czech translation, by Vera Sokolová] (Prague: One Woman Press, 2001).
- Leila J. Rupp, Worlds of Women: The Making of an International Women's Movement (Princeton: Princeton University Press, 1997).
- Leila J. Rupp and Verta Taylor, Survival in the Doldrums: The American Women's Rights Movement, 1945 to the 1960s (New York: Oxford University Press, 1987; Columbus: Ohio State University Press [paperback edition], 1990).
- Leila J. Rupp, Mobilizing Women for War: German and American Propaganda, 1939-1945 (Princeton: Princeton University Press, 1978).